# Rute, Šentjakob v Rožu
Rute (nemško Greuth) je naselje v Občini Šentjakob v Rožu v Okraju Beljak-dežela na Koroškem v Avstriji.